# Thành bang đế chế

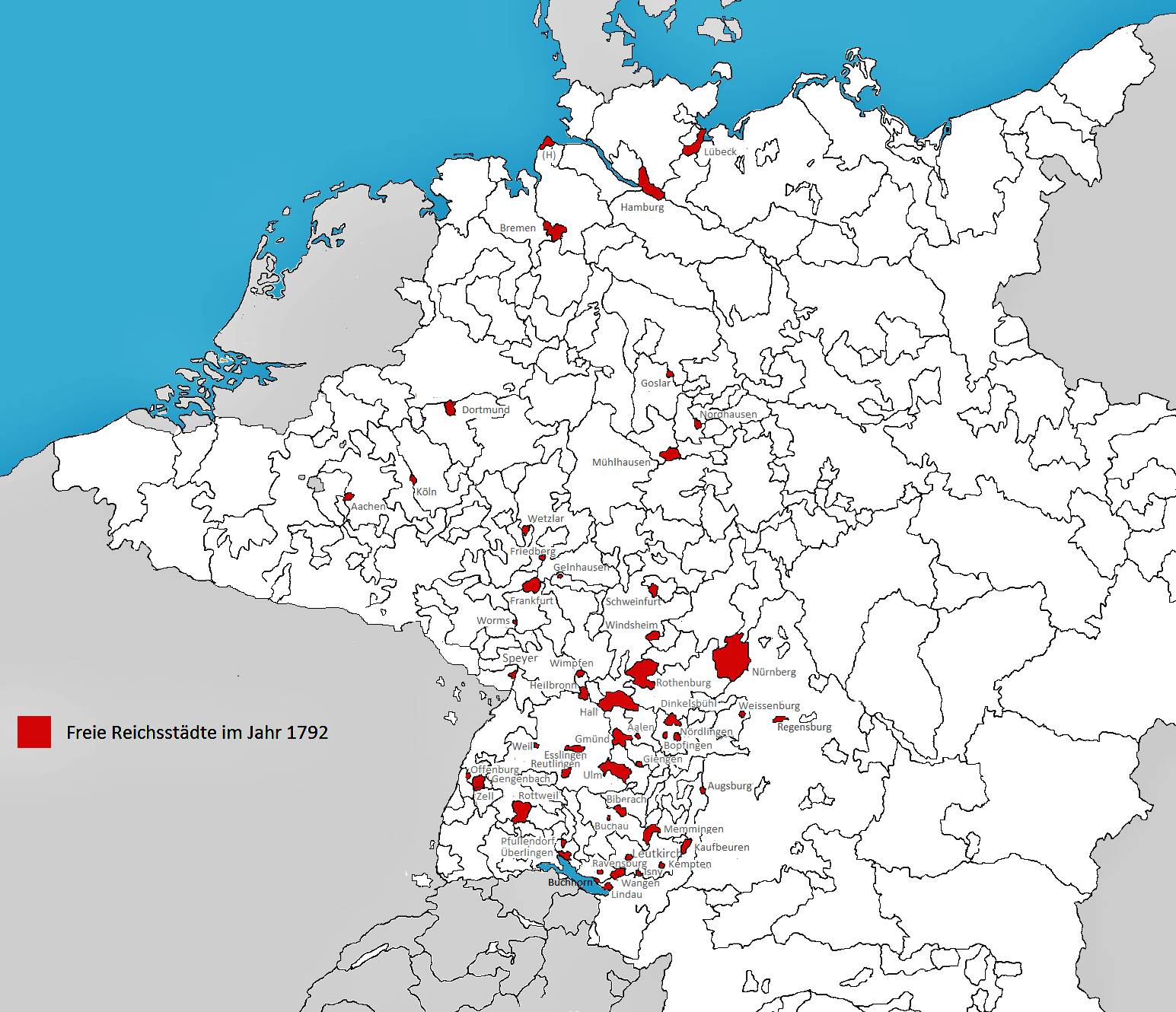
Các Thành phố Đế quốc Tự do vào thế kỷ XVIII

Thành phố đế quốc tự do (tiếng La Tinh: Urbs Imperialis libera; tiếng Đức: Freie und Reichsstädte; tiếng Anh: Free imperial city) là một thành phố tự trị trong Đế quốc La Mã Thần thánh, được sắc phong bởi các hoàng đế và sở hữu một ghế tại Đại hội đế quốc. Thuật ngữ này được sử dụng từ thế kỷ XV để chỉ một thành bang với quyền tự trị lớn, khác với những đô thị nằm trong lãnh thổ của của các công quốc, bá quốc hay Giáo phận vương quyền.  Một thành phố đế quốc nằm dưới sự quản lý trực tiếp của các Hoàng đế La Mã Thần thánh, trái ngược với một thành phố hoặc thị trấn thuộc lãnh thổ (Landstadt) thuộc quyền quản lý của các hoàng thân, lãnh chúa... 

## Trích dẫn
1. ↑  Holland, Arthur William (1911). "Imperial Cities or Towns" . Trong Chisholm, Hugh (biên tập). Encyclopædia Britannica. Quyển 14 (ấn bản thứ 11). Cambridge University Press. tr. 342.